# Efren Ramirez
Efren Ramirez est un acteur hispano-américain né le 2 octobre 1973 à Los Angeles. Il a été le compagnon de l'actrice Iyari Limon.

## Vie
Ramírez est né à Los Angeles, en Californie, de parents mexicains et salvadoriens. Il a quatre frères, dont l'un est son jumeau identique Carlos.

## Vie privée
En 1998, Efren a épousé l'actrice Iyari Limon. Le mariage a ensuite été annulé.
Ramírez est également un DJ populaire, qui s'est produit dans le monde entier et a tourné dans plus de 50 villes sur les 5 continents. Ses sets comprennent une variété de musique, du hip hop, du funk, du disco, au hard house. Sa société de production "Nocturnal Rampage" organise un événement rave récurrent chaque été à Austin.

## Filmographie
- 1994 : Tammy and the T-Rex : Garçon-Pizza
- 1995 : Jury Duty : Employé de Pirate Pete
- 1996 : Kazaam : Carlos
- 1998 : Melting Pot (en) de Tom Musca : Miguel Álvarez
- 1999 : King Cobra : Adolescent
- 2000 : Rave (en) : Bookie
- 2001 : Delivering Milo : ?
- 2004 : Napoleon Dynamite : Pedro Sanchez
- 2003 : Urgences : Jimmy, un patient de l'épisode 7 saison 10
- 2006 : Hyper Tension : Kaylo
- 2006 : Employés modèles : Jorge
- 2009 : Hyper Tension 2 : Venus
- 2009 : Ultimate Game : DJ à la rave party
- 2010 : C'était à Rome :Juan le caméraman
- 2012 : Casa de Mi Padre : Esteban